# エンリケ・マテオス
エンリケ・マテオス・マンセボ(Enrique Mateos Mancebo、1934年7月15日 - 2001年7月6日）は、スペイン・マドリード出身の元サッカー選手、指導者。現役時代のポジションはFW。

## 経歴
1934年にマドリードで生まれ、10代の頃はプルス・ウルトラに所属していた。1953年にレアル・マドリードでデビューし、1955-56シーズンから1959-60シーズンまでヨーロピアン・カップ5連覇などを成し遂げた。特に1959年のヨーロピアン・カップ決勝では、スタッド・ランスを相手に開始1分で先制点を挙げた。また、スペイン代表としても8試合に出場し、3得点を挙げた。
1961年にセビージャFCへ移籍。1968年には、創設間もない北米サッカーリーグのクラブ、クリーブランド・ストーカーズへと移った。1971年、トルーカ・サンタンデールにて引退した。
引退後は指導者としていくつかのサッカークラブの指揮を執った。2001年、セビリアで亡くなった。

## 所属クラブ
- プルス・ウルトラ
- レアル・マドリード 1953-1961
- セビージャFC 1961-1964
- レクレアティーボ・ウェルバ 1964-1965
- レアル・ベティス 1965-1966
- ヒムナスティカ・デ・トレラベーガ 1966-1967
- クリーブランド・ストーカーズ 1968
- イースト・ロンドン・セルティック 1969
- トルーカ・サンタンデール 1970-71